# 並木インターチェンジ
並木インターチェンジ（なみきインターチェンジ）は、神奈川県横浜市金沢区にある横浜横須賀道路金沢支線のインターチェンジである。
ハーフICだが、本線は首都高速道路湾岸線に直結しており（付近の並木トンネル西坑口が道路境界）、近接して幸浦出入口が存在する。

## 道路

### 付近の道路
- 国道357号
- 国道16号

## 周辺
- 駅
  - 金沢シーサイドライン（並木中央駅、幸浦駅）
- 施設
  - ビアレ横浜（イオン金沢シーサイド店）
  - コストコホールセール金沢店
  - ヤマダデンキ
  - 横浜南税務署
  - 横浜ベイサイドマリーナ・三井アウトレットパーク 横浜ベイサイド
  - リネツ金沢
  - 横浜市立大学福浦キャンパス
  - 横浜市立大学附属病院
  - 日本発条
  - 横浜・八景島シーパラダイス

## 隣
E16 横浜横須賀道路金沢支線
(4-2) 堀口能見台IC - (4-3) 並木IC - （首都高速湾岸線：(B01) 幸浦出入口）